# Automobilwerke Ludwigsfelde
VEB Automobilwerke Ludwigsfelde (początkowo Industriewerke Ludwigsfelde, IWL) – wschodnioniemiecki producent skuterów oraz samochodów ciężarowych z siedzibą w Ludwigsfelde koło Berlina.

## Historia
W 1936 roku koncern Daimler-Benz Motoren GmbH wybudował w Ludwigsfelde fabrykę silników lotniczych. W 1940 do fabryki trafiło 11 tysięcy jeńców wojennych skierowani tu do robót przemysłowych. W 1944 roku w wyniku amerykańskiego bombardowania zakład został kompletnie zniszczony. 22 kwietnia Armia Czerwona bez oporu zajęła zniszczoną fabrykę.
Po II wojnie światowej nastąpiła odbudowa zakładów, która trwała do 1952 roku. Pierwszymi produktami były silniki Diesla dla statków oraz części do maszyn. W lutym 1955 roku rozpoczęła się produkcja skuterów Pitty o pojemności silnika 123 ccm, zastępowanych następnie przez dalsze modele: Wiesel (1956, 123 ccm), Berlin (1959, 143 ccm) i Troll (1963, 143 ccm). Ten ostatni należał do najmocniejszych skuterów swojej klasy wielkościowej. Produkowano też przyczepki Campi do skuterów. W grudniu 1964 roku produkcja skuterów została zakończona. Łącznie wyprodukowano 239 149 sztuk.
21 grudnia 1962 roku Rada Ministrów NRD podjęła decyzję o uruchomieniu w Ludwigsfelde produkcji ciężarówek. W czerwcu 1964 roku położony został kamień węgielny pod tłocznię. Od 1963 do 1966 roku trwała tu produkcja samochodów terenowych IFA P3. 17 lipca 1965 roku z taśmy zjechała pierwsza ciężarówka – IFA W50. W pierwszym roku produkcji wyprodukowano 851 pojazdów. W latach 80. eksportem objęte było 70% produkcji. W 1987 roku pojawiła się zmodernizowana wersja L60. W 1990 roku kombinat IFA został przejęty przez syndyka masy upadłościowej, który sprywatyzował fabrykę. W tym samym roku nawiązano też partnerstwo z koncernem Daimler-Benz. W efekcie współpracy stworzono prototyp IFA 1318, który był bliźniaczą odmianą ciężarówki Mercedes-Benz LK. Pojazd nie wszedł jednak do produkcji seryjnej. 17 grudnia 1990 roku została zakończona produkcja samochodów ciężarowych IFA. Łącznie powstało 571 789 sztuk modelu W50 i 20 289 sztuk L60. W zakładach od 1969 do 1991 roku trwała także produkcja dostawczej odmiany Wartburga – Trans.
Fabryka ostatecznie zmieniła nazwę na Nutzfahrzeuge Ludwigsfelde GmbH i w 1991 roku z taśmy zjechał pierwszy samochód marki Mercedes-Benz. W 1994 roku zakład został ostatecznie przejęty przez koncern Daimler-Benz i zmienił nazwę na Mercedes-Benz Ludwigsfelde GmbH. W fabryce produkowane były modele Mercedesa takie jak LK, T2, Vario oraz Sprinter.

## Modele
- IFA W50 (1965–1990)
- IFA L60 (1987–1990)
- Wartburg 353/353 W Trans (1969–1989)
- Wartburg 1.3 Trans (1989–1991)
- IFA P3 (1963–1966)

## Galeria

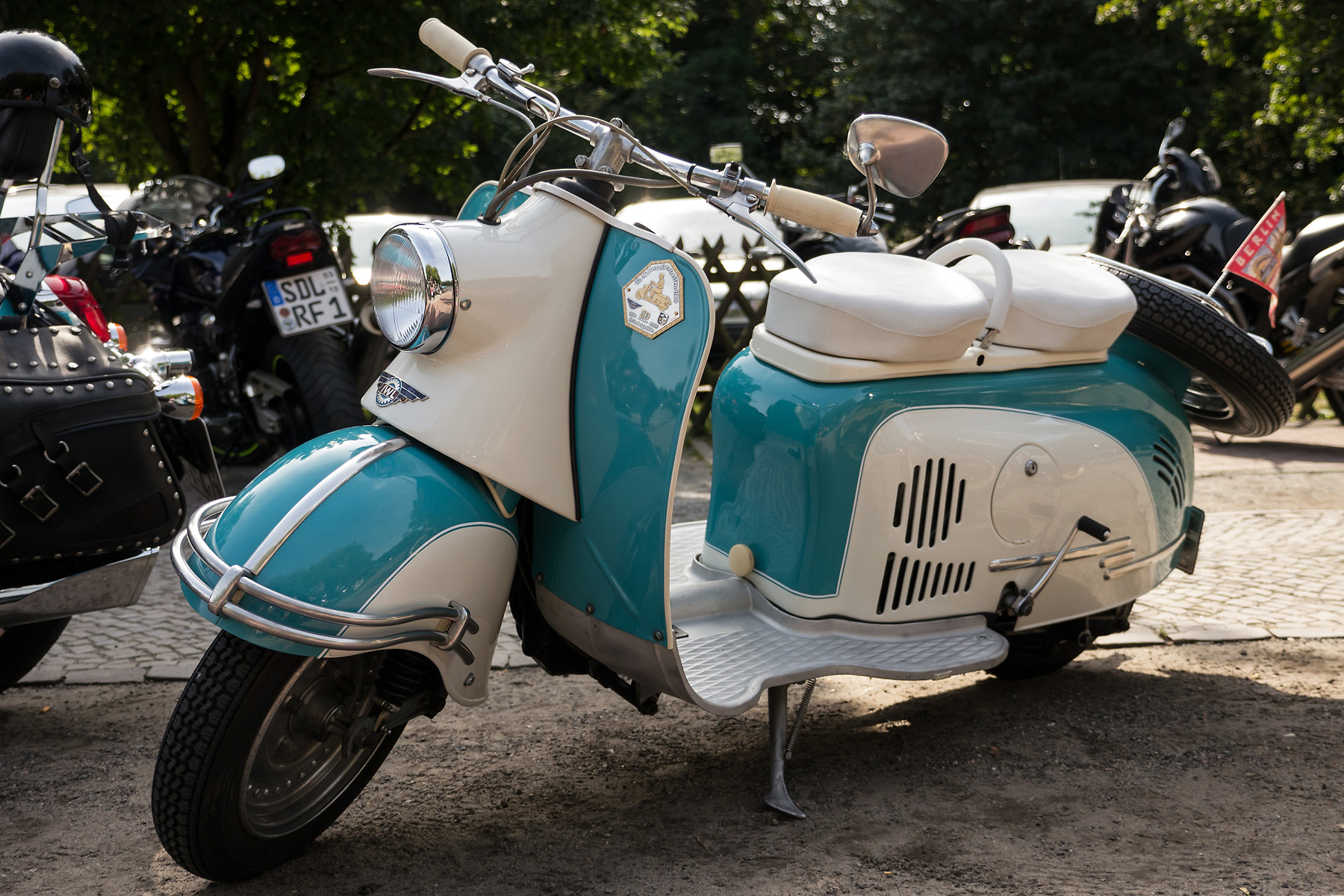
Skuter Berlin
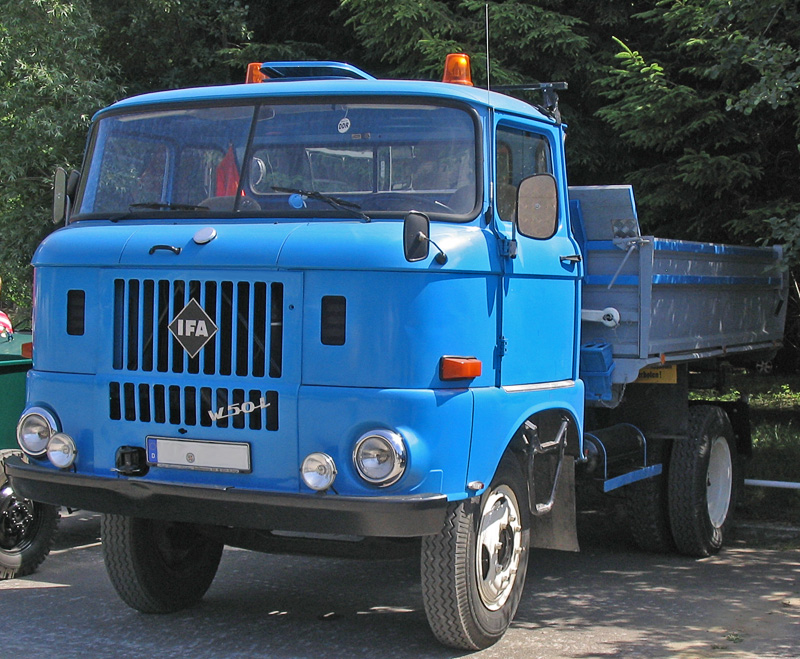
IFA W50
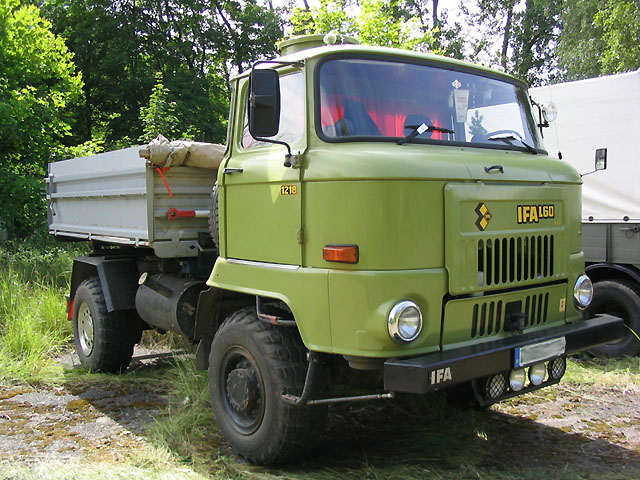
IFA L60
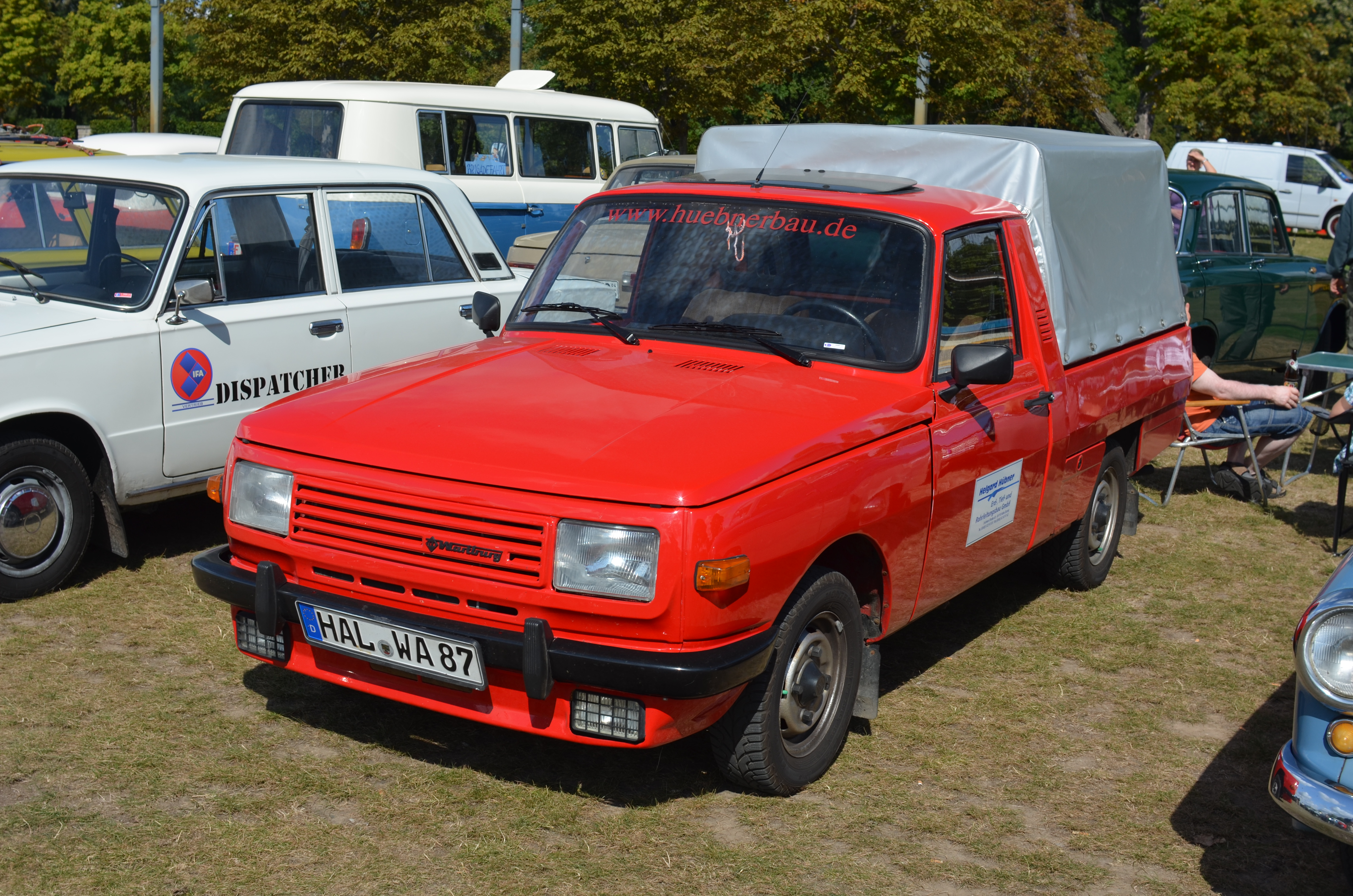
Wartburg 353 W Trans
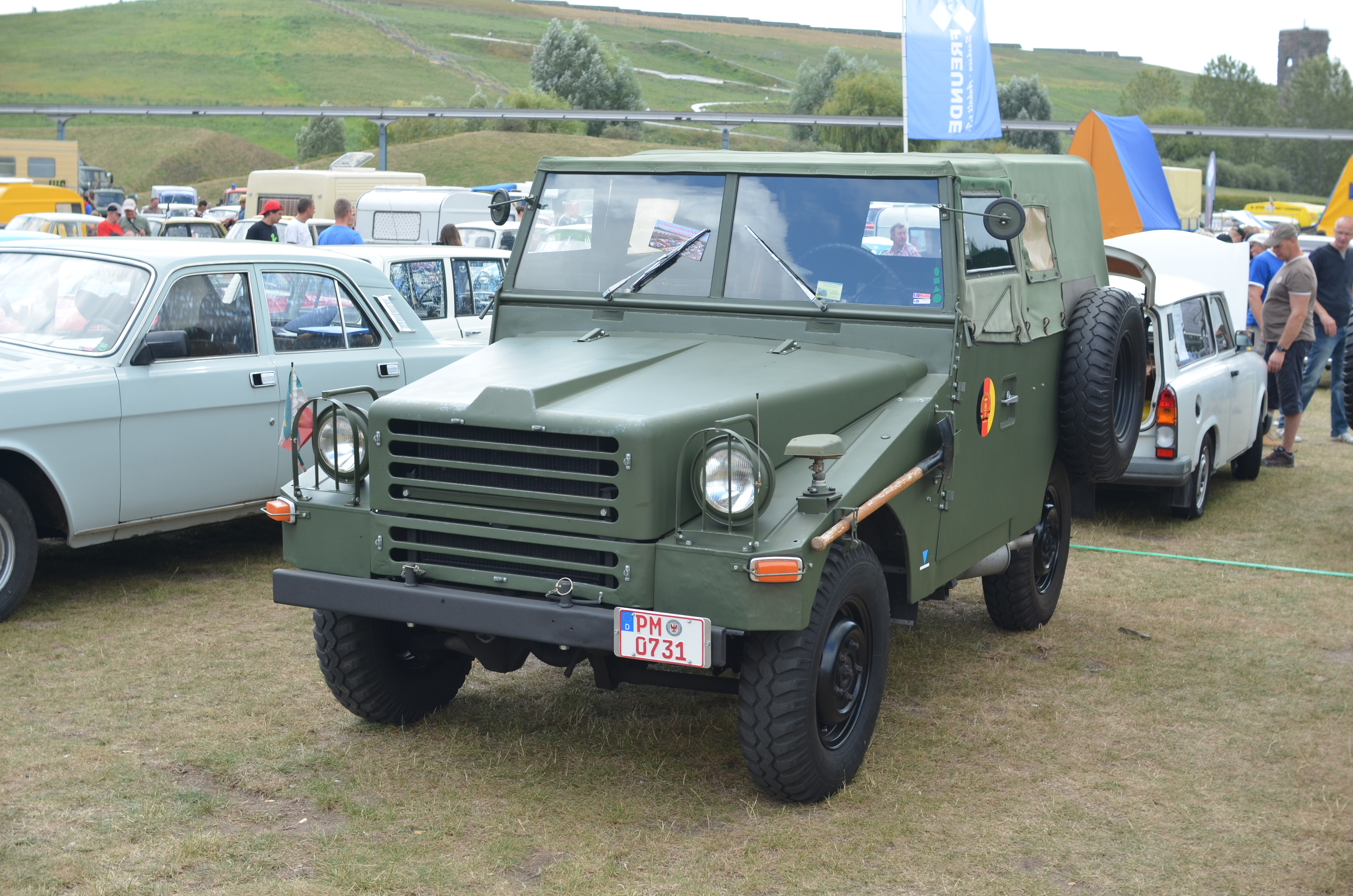
IFA P3
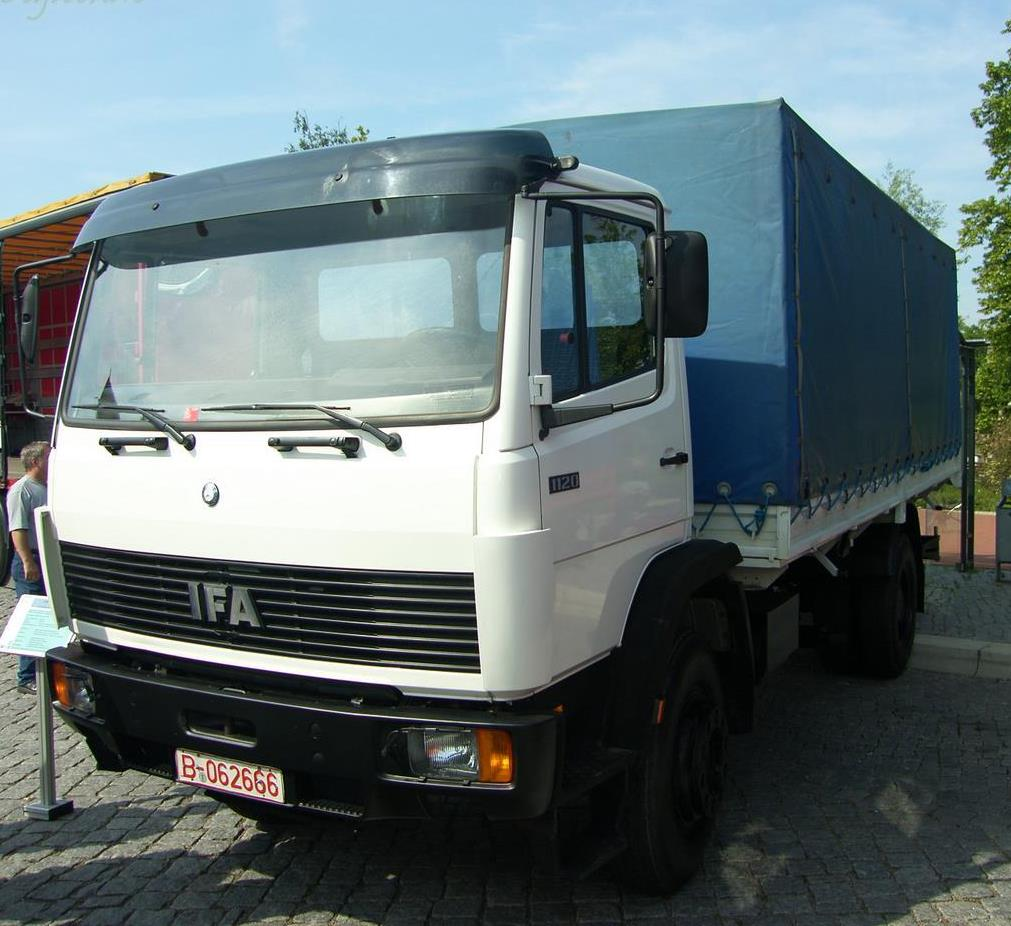
IFA 1318 (prototyp)